# Дочери Билитис
Дочери Били́тис (англ. The Daughters of Bilitis, DOB, the Daughters) — первая лесбийская правозащитная организация в США, основанная четырьмя лесбийскими парами во главе с Дэл Мартин и Филлис Лайон в 1955 году в Сан-Франциско, штат Калифорния. Организация была задумана как социальная альтернатива лесбийским барам, которые считались полулегальными и подвергались давлению и нападениям со стороны полиции. В течение 14 лет «Дочери Билитис» были центром просвещения и социальной адаптации для лесбиянок, полезным инструментом для проведения исследований социологов, психологов и психиатров.
Основная деятельность «Дочерей Билитис» была направлена на оказание поддержки женщинам, которые боялись совершить каминг-аут (раскрыть свою сексуальную ориентацию), члены организации вели просветительскую работу среди лесбиянок в области их гражданских прав и их истории. Историк Лиллиан Фадерман заявила: «Само его создание посреди охоты на ведьм и преследований со стороны полиции было актом мужества, поскольку членам всегда приходилось опасаться, что они подвергаются нападению, не из-за того, что они сделали, а просто из-за того, кем они являлись» . «Дочери Билитис» придерживались умеренных политических взглядов, требовали от своих членов респектабельности во внешнем виде и благопристойности в поведении.

## Предпосылки
Годы после окончания Второй мировой войны стали наиболее репрессивным периодом в истории США. Послевоенные антикоммунистические настроения вызвали к жизни повышенный интерес к личным тайнам людей, занятых на государственной службе. Конгресс стал требовать выявлять и регистрировать членов «антиправительственных групп». В 1950 году Госдепартамент США объявил гомосексуалов социальной группой, несущей угрозу государственной безопасности страны, в результате чего последовали репрессивные действия, включающие массовые преследования служащих федеральных органов власти, сотрудников структур на уровне штатов и местных органов власти, которых подозревали в гомосексуальности. На всей территории США и Канады стали проводиться полицейские облавы на гей-бары, был введён законодательный запрет для мужчин и женщин на переодевание в одежду другого пола.

## История
В 1955 году Дэл Мартин и Филлис Лайон жили вместе как любовницы в течение трёх лет, когда они пожаловались гомосексуальной паре на то, что они не знают других лесбийских пар. Эти гомосексуалы познакомили Мартин и Лайон с другими лесбиянками, одна из которых предложила им создать социальный клуб. В октябре 1955 года восемь женщин (четыре пары в отношениях) встретились в Сан-Франциско, чтобы выйти в свет. Одним из их приоритетов было найти место для танцев, поскольку танцевать с представителями того же пола в общественном месте было незаконно. Позже Мартин и Лайон вспоминали: «Женщины нуждались в неприкосновенности личной жизни… не только из-за бдительного надзора полиции, но и из-за глазеющих туристов в барах, из-за назойливого любопытства родных и близких». Хотя они и не знали, как именно действовать дальше, они начали регулярно встречаться группами и поняли, что должны быть формально организованы, и вскоре избрали Мартин лидером. С самого начала у них была чёткая цель распространить среди других женщин информацию о лесбиянках и снизить уровень их ненависти к себе, вызванную характерным социальными репрессиями временем.

### Название
Название новообразованного клуба было выбрано на его втором заседании. Билитис — это имя, данное вымышленной лесбиянке-современнице Сапфо французским поэтом Пьером Луи в его произведении 1894 года «Песни Билитис», в котором Билитис жила на острове Лесбос вместе с Сапфо. Название было выбрано из-за своей неизвестности, даже Мартин и Лайон не знали, что оно значит. «Дочери» должны были вызвать ассоциации с другими американскими общественными объединениями, такими как «Дочери американской революции». Первые члены «Дочерей Билитис» чувствовали, что им нужно следовать двум противоположным стратегиям: пытаться привлечь заинтересованных потенциальных членов и при этом скрываться. Мартин и Лайон оправдали своё название, написав позже: «Если кто-нибудь спросит нас, мы всегда сможем сказать, что принадлежим к поэтическому клубу». Они также спроектировали брошку, которую нужно носить, чтобы другие могли их опознать, выбрали клубные цвета и проголосовали за девиз «Qui vive», что в переводе с французского означает «в боевой готовности». Организация утвердила устав о статусе некоммерческой в 1957 году, написав настолько расплывчатое описание, что, как вспомнила Филлис Лайон, «это могло быть уставом клуба разведения кошек».

### Миссия
В течение года после создания «Дочерей Билитис» большинство из первоначальных восьми участниц покинуло группу, но их число выросло до 16, и они решили, что хотят быть больше, чем просто социальной альтернативой барам. Историк Марсия Галло пишет: «Они признали, что многие женщины стыдились своих сексуальных желаний и боялись признать их. Они знали, что… без поддержки, необходимой для развития уверенности в себе, необходимой для защиты своих прав, никакие социальные изменения не будут возможны для лесбиянок».
К 1959 году отделения ДБ были в Нью-Йорке, Лос-Анджелесе, Чикаго и Род-Айленде вместе с первоначальным отделением в Сан-Франциско. По прибытии на встречу участниц встречали у дверей. В знак доброй воли встречающая должна была произносить: «Я — … Кто вы? Вам не обязательно называть свою настоящую фамилию, даже своё настоящее имя».
Вскоре после формирования организация опубликовала заявление о миссии, в котором рассмотрела наиболее серьёзную проблему, с которой Мартин и Лайон столкнулись как пара: полное отсутствие информации о женском гомосексуализме в том, что историк Мартин Микер назвал «самым фундаментальным путём, который должна пройти лесбиянка». Когда клуб осознал, что им не разрешено размещать рекламу своих собраний в местной газете, Лайон и Мартин, обе занимавшиеся журналистикой, начали печатать информационный бюллетень, чтобы распространить его среди всех женщин, которых знала группа. В октябре 1956 года он превратился в «The Ladder», первое национально распространяемое лесбийское издание в США и одно из первых, кто публиковал статистические данные о лесбиянках, когда члены ДБ разослали по почте опросы своим читателям в 1958 и 1964 годах. Мартин была первым президентом, а Лайон стала редактором издания.
ДБ позиционировали себя как «Женская организация с целью содействия интеграции гомосексуалок в общество». Заявление состояло из четырёх частей, которые определяли приоритетность цели организации, на внутренней стороне обложки всех выпусков «The Ladder» до 1970 года содержалось:
1. Воспитание вариантов… дающих возможность понять себя и приспособиться к обществу… Это должно быть достигнуто путём создания… литературы… по теме сексуальных меньшинств; спонсирования публичных обсуждений… которые должны проводиться ведущими представителями юридических психиатров, представителей религии и других профессий; отстаивая приемлемый для общества образ поведения и одежду.
2. Просвещение общественности… ведущее к окончательному разрушению ложных табу и предрассудков…
3. Участие в исследовательских проектах уполномоченных и ответственных психологов, социологов и других подобных экспертов, направленных на дальнейшее познание гомосексуалов.
4. Изучение уголовного кодекса применительно к гомосексуалам, предложение изменений… и продвижение этих изменений в законодательных собраниях штата в соответствии с надлежащей правовой процедурой[15].

Президент нью-йоркского филиала Барбара Гиттингс отметила, что термин «вариант» замещал слово «лесбиянка» в заявлении миссии, потому что слово «лесбиянка» имело в 1956 году очень негативный оттенок.

### Методы
Раннее движение за права геев, тогда называвшееся гомофильным движением, было сосредоточено вокруг Общества Маттачине, сформированного в 1950 году. Хотя Общество Маттачине начиналось как провокационная организация, уходящая корнями в коммунистический активизм его основателей, руководство Маттачине считало его более предусмотрительным и разумным для убеждения гетеросексуального общества в целом в том, что геи не отличаются от них самих, в отличие от агитации за изменения. Они изменили свою тактику в 1953 г. Дочери Билитис следовали этой модели, поощряя своих участниц максимально ассимилировать с преобладающей гетеросексуальной культурой.
Это нашло отражение в продолжающихся дебатах по поводу уместности одежды буч и фэм и отыгрывания гендерных ролей лесбиянками. Ещё в 1955 году было принято правило, что женщины, посещающие собрания, если они носят брюки, должны носить женские модели. Однако многие женщины помнят, что это правило не соблюдали, так как на многих собраниях посетительницы были в джинсах, а единственные джинсы, доступные в 1950-х годах, были мужского кроя. Барбара Гиттингс несколько лет спустя вспомнила случай, когда при подготовке к национальному съезду члены «Дочерей» убедили женщину, которая всю жизнь носила мужскую одежду, «одеться как можно более женственно… и радовались этому, как если бы была одержана какая-то великая победа… Сегодня мы были бы в ужасе от любого, кто думал, что такой вид евангелизации имел законную цель».
«Дочери Билитис» использовались как политический корм в гонке за мэры Сан-Франциско в 1959 году. Рассел Уолден, бросая вызов действующему инкумбенту Джорджу Кристоферу, распространил информацию, подразумевающую, что Кристофер сделал город безопасной средой для «сексуальных извращенцев». Уолден был ответственен за материалы, в которых говорилось: «Вы, будучи родителями дочерей, не расслабляйтесь, самодовольно думая, что, поскольку в вашей семье нет мальчиков, все в порядке… Чтобы просветить вас о существовании лесбийской организации, состоящей из гомосексуальных женщин, познакомьтесь с „Дочерьми Билитис“». Существовало только два экземпляра списка подписчиков The Ladder, чтобы воспрепятствовать попаданию его в руки тех, кто мог бы использовать его против читательниц. Руководительнницы ДБ вынесли список из своей штаб-квартиры и позже выяснили, что полиция Сан-Франциско после этого обыскала их офис. Даже ФБР настолько заинтересовались организацией, что присутствовали на собраниях и в 1959 году сообщили: «Цель „Дочерей Билитис“ — научить общественность принимать лесбиянок в общество».

### Национальные съезды
В 1960 году «Дочери Билитис» провели свой первый съезд в Сан-Франциско. Пресс-релизы, объявляющие о собрании, были разосланы местному радио и газетам, что побудило обозревателя San Francisco Chronicle Херба Кана нанести удар Расселу Уолдену и предать гласности съезд, написав: «Рассу Уолдену, как никому другому, будет интересно узнать, что „Дочери Билитис“ проведут здесь свой съезд 27-30 мая. Они являются женскими копиями Общества Маттачине, и одним из ярких моментов съезда станет выступление атторнея Морриса Ловенталя под названием „The Gay Bar in the Courts“. О, братья. Я имею в виду, сёстры. Если подумать, я не понимаю, что я имею в виду…». Рекламное объявление было перепечатано в мартовском номере The Ladder.
На конференции присутствовало двести женщин, а также полиция Сан-Франциско, которая приехала проверить, носит ли кто-либо из членов ДБ мужскую одежду. Дэл Мартин пригласила их внутрь, чтобы те убедились, что все женщины в платьях, чулках и на каблуках. Присутствующие слушали выступающих, в том числе дебаты между двумя адвокатами о законности и морали гей-баров, презентацию Американского союза гражданских свобод и священника епископальной церкви, который «преподнёс проклятие десертом», когда он продолжал «тираду», напоминающую аудитории, что они грешницы, которую они вежливо выслушали. «Дочери» также вручили награды связанным с ними мужчинам, которых они называли «сыновьями Билитис», включая их адвокатов, фотографов и членов Общества Маттачине, оказавших им помощь в проведении съезда.
Второй национальный съезд, состоявшийся в 1962 году, также отличался тем, что его освещали по телевидению в национальном шоу Confidential File на канале «KTTV». Скорее всего, это была первая национальная трансляция передачи в Америке, которая специально освещала тему лесбиянок. ДБ проводили последующие съезды каждые два года до 1968 года.